# Karwica (Cewice)
Karwica [karˈvit͡sa] (kaschubisch Karwica, deutsch Gerhardshöhe) ist ein Dorf in der Gmina Cewice, in der polnischen Woiwodschaft Pommern. Es liegt 2 km südwestlich von Cewice (Zewitz), 15 km südlich von Lębork und 62 km westlich von Danzig.
Bis 1945 bildete Gerhardshöhe eine Landgemeinde im Landkreis Lauenburg i. Pom. in der preußischen Provinz Pommern. Zu der Gemeinde gehörten neben Gerhardshöhe die Wohnplätze Junkershof, Mühle Ludwigshof, Vorwerk Ludwigshof und Vorwerk Neu Gerhardshöhe.